# Sebastian Kłosiński
Sebastian Kłosiński (4 augustus 1992) is een Poolse langebaanschaatser. Hij staat bekend als een sprinter met een voorliefde voor de 1000 m.

## Persoonlijke records
| Afstand    | Tijd    | Datum            | Baan                |
| ---------- | ------- | ---------------- | ------------------- |
| 500 meter  | 34,94   | 3 december 2017  | Calgary             |
| 1000 meter | 1.08,48 | 10 december 2017 | Salt Lake City      |
| 1500 meter | 1.44,96 | 9 december 2017  | Salt Lake City      |
| 3000 meter | 4.03,20 | 11 oktober 2014  | Inzell              |
| 5000 meter | 7.38,59 | 30 december 2015 | Tomaszów Mazowiecki |

(laatst bijgewerkt: 3 december)

## Resultaten
| Jaar | EK Sprint              | WK Sprint                | WK Afstanden | Olympische Spelen | Wereldbeker                  |
| ---- | ---------------------- | ------------------------ | ------------ | ----------------- | ---------------------------- |
| 2015 |                        |                          |              |                   | 54e 1000m                    |
| 2016 |                        |                          |              |                   | 68e 1000m 50e 1500m          |
| 2017 | 10e (17e, 6e, 12e, 7e) | 23e (25e, 20e, 25e, 16e) | DQ 1000m     |                   | 55e 500m 20e 1000m 26e 1500m |
| 2018 |                        | 13e (21e, 4e, 18e, 9e)   |              | 17e 1000m         | 49e 500m 15e 1000m 37e 1500m |
| 2019 |                        |                          |              |                   | 0p 500m 40e 1000m 23e 1500m  |
| 2020 |                        |                          |              |                   | 0p 1000m 0p 1500m            |
| 2021 |                        |                          |              |                   | 31e 500m                     |
| 2022 |                        |                          |              |                   | 0p 500m 0p 1500m             |

(#, #, #, #) = afstandspositie op sprinttoernooi (500m, 1000m, 500m, 1000m).
DQ = diskwalificatie voor bepaalde afstand